# Domus Sanctae Marthae

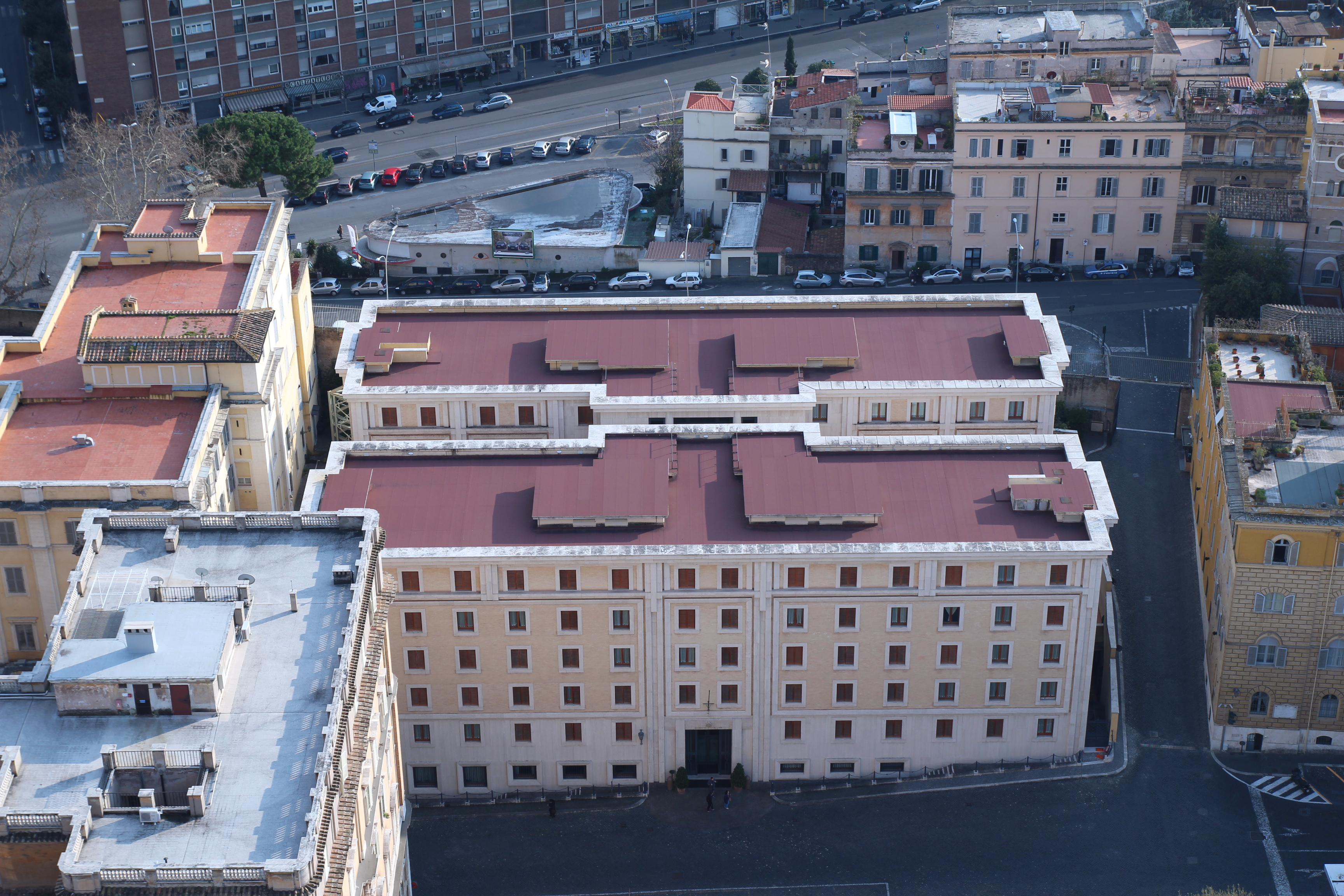
Domus Sanctae Marthae gezien vanaf de koepel van de Sint-Pieter (2013)

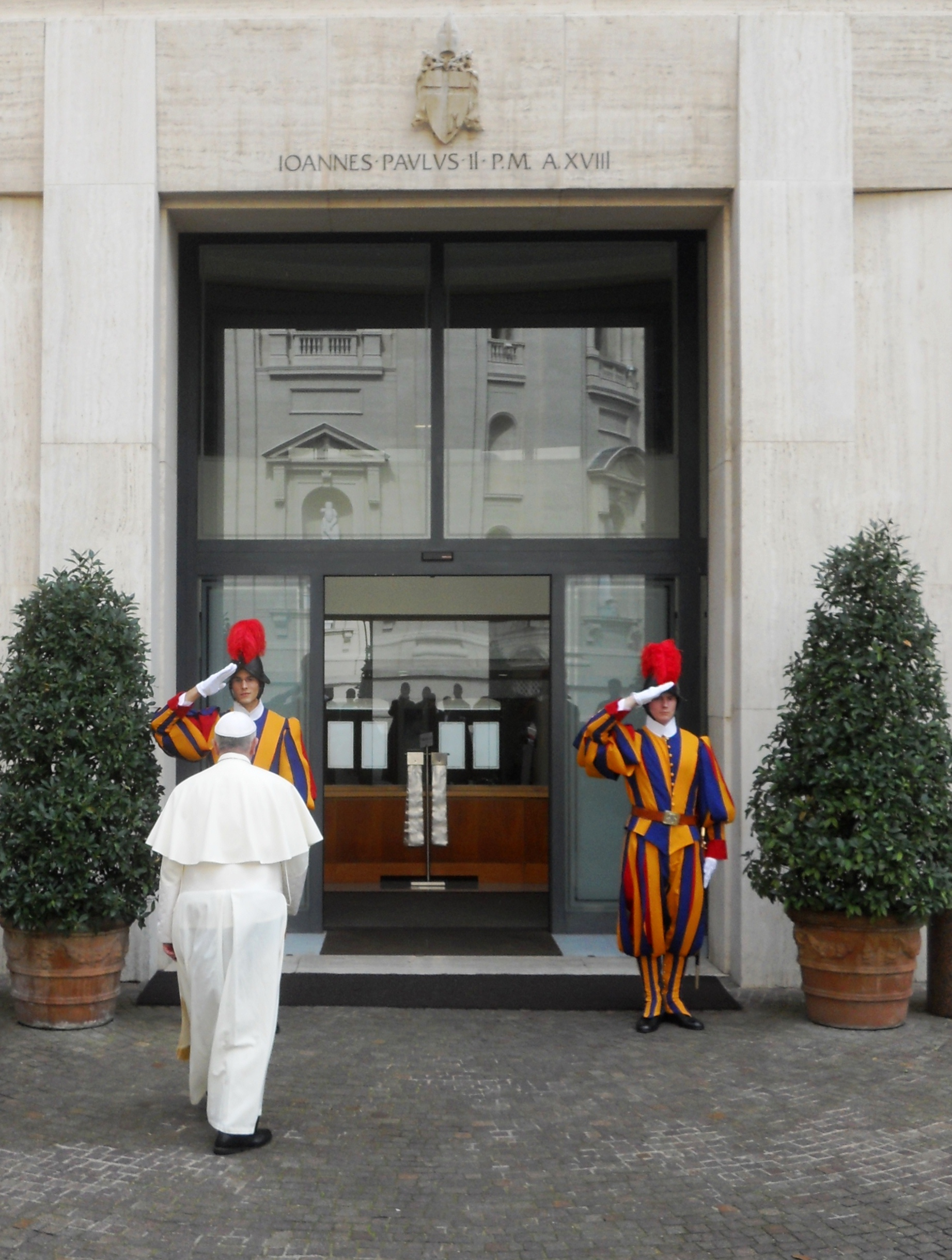
Paus Franciscus en leden van de Zwitserse Garde bij de ingang van de Domus Sanctae Marthae (2013)

Domus Sanctae Marthae (Nederlands: Huis van de Heilige Martha) is het gastenverblijf van de Heilige Stoel. Het gebouw werd in 1996 voltooid en bevindt zich vlak bij de Sint-Pietersbasiliek. 
Het werd gebouwd in opdracht van de later heilig verklaarde paus Johannes Paulus II en doet normaliter dienst als gastenverblijf voor hen die zich voor zaken in Vaticaanstad bevinden. Daarnaast is het meer speciaal bedoeld voor de leden van het College van Kardinalen wanneer die zich voor een conclaaf in Rome vervoegd hebben. Het verblijf heeft 106 suites, 22 eenpersoonskamers en één appartement en wordt beheerd door de Dochters van Liefde van Vincentius a Paulo. Domus Sanctae Marthae werd voor het eerst als verblijf voor de kardinalen gebruikt tijdens het conclaaf van 2005. 

## Verblijf tijdens het conclaaf
Voordat de Domus Sanctae Marthae bestond, werden – ten behoeve van het conclaaf – nabij de Sixtijnse Kapel, in het Apostolisch Paleis chambrettes gebouwd, een soort houten cellen, waar de kardinalen sliepen. In deze chambrettes waren weinig voorzieningen aanwezig: er was een soort legerbrits om op te slapen, en voor wat betreft de toiletvoorzieningen waren de kardinalen aangewezen op een lampetkan en een wasbekken. Paus Johannes Paulus II achtte dit gebrek aan comfort niet in overeenstemming met de zware verantwoordelijkheid die op de schouders van de kardinalen rustte. Daarbij waren deze voorzieningen voor de oudere kardinalen al helemaal een ontbering.
Omdat het Conclaaf strikte geheimhouding en afzondering veronderstelt, heeft Johannes Paulus II in de apostolische constitutie Universi Dominici Gregis bepaald dat de kardinalen door niemand mogen worden benaderd, wanneer zij zich verplaatsen van Domus Sanctae Marthae naar de Sixtijnse Kapel. Ook worden – tijdens het conclaaf – alle radio-, televisie- en telefoonverbindingen van de Domus onklaar gemaakt. Daarnaast moeten alle telefoons, tablets en laptops worden ingeleverd om communicatie met de buitenwereld te voorkomen. Verder worden de ramen van het verblijf dichtgeplakt, zodat de kardinalen ook niet van buitenaf zijn te zien als ze daar verblijven. Ook legt het personeel van Domus Sancta Marthae voorafgaand aan het conclaaf net als de deelnemende kardinalen een eed van geheimhouding af om te voorkomen dat zaken rond het conclaaf uitlekken naar buiten. Verder wordt streng gecontroleerd of er geen afluisterapparatuur in het verblijf is geïnstalleerd.

## Woonverblijf van de paus
Paus Franciscus koos er na zijn verkiezing op 13 maart 2013 voor om niet te gaan wonen in het Apostolisch Paleis, de officiële residentie van de pausen. Hij koos voor het eenvoudige gastverblijf omdat hij, naar eigen zeggen, het prettiger vond om met andere mensen samen te leven, in plaats van in het relatief meer geïsoleerde pauselijke appartement. Daarnaast vond hij het ook meer passen bij het gedachtegoed van Franciscus van Assisi. Paus Franciscus overleed hier op 21 april 2025, waarna hij eerst in de kapel van Domus Sanctae Marthae werd opgebaard, alvorens hij naar de Sint-Pietersbasiliek werd overgebracht.